# Pisandre de Laranda
Pour les articles homonymes, voir Pisandre (homonymie).
Pisandre de Laranda (en grec ancien Πείσανδρος) est un poète épique romain ayant vécu au IIIe siècle, sous le règne de l'empereur romain Alexandre Sévère (qui règne de 222 à 235). Pisandre est le fils de Nestor de Laranda, qui avait également composé des épopées.

## Œuvre
Pisandre est l'auteur d'un poème épique, les Théogamies héroïques ou Unions héroïques des dieux, qui relatait les unions de dieux et de déesses avec des mortels, et est entièrement perdu. Le titre grec de cette épopée était Ἡρωικαὶ θεογαμίαι selon l'historien Zosime et Ἡραικαὶ θεογαμίαι selon la Souda. Cette dernière orthographe peut être interprétée, à l'appui d'une remarque de Macrobe, comme voulant dire que le poème commençait avec l'union de Zeus et d'Héra. William Smith se prononce cependant en faveur du premier titre pour affirmer que le poème traitait surtout des unions entre divinités et mortels. C'était une épopée très longue, comprenant 60 livres. Le philosophe chrétien Jean Philopon, dans son Commentaire sur les Seconds Analytiques d’Aristote, indique que cette œuvre volumineuse finit par supplanter les épopées du Cycle troyen auprès des lecteurs.